# Mount McElroy
Mount McElroy ist ein 1670 m hoher und markanter Berg im Palmerland auf der Antarktischen Halbinsel. Er ragt am westlichen Ende der Hutton Mountains auf.
Wissenschaftler der US-amerikanischen Ronne Antarctic Research Expedition (1947–1948) entdeckten ihn. Expeditionsleiter Finn Ronne benannte ihn nach Theodor Roosevelt McElroy (1904–1963), welcher der Forschungsreise Funkgeräte zur Verfügung gestellt hatte.